# امیرفرشید رحیمیان
امیرفرشید رحیمیان (۲۷ آذر ۱۳۳۸ – ۲۴ دی ۱۴۰۲) نوازندهٔ ترومپت، آهنگساز و رهبر ارکستر اهل ایران بود. از او به عنوان نخستین رهبر ارکستر موسیقی پاپ پس از انقلاب ۱۳۵۷ و بنیان‌گذار ارکستر فرهنگسرای بهمن تهران یاد می‌شود. وی از اعضای پیشین ارکسترهایی نظیر انجمن ژونس موزیکال ایران، ارکستر سمفونیک تهران، ارکستر ملی ایران و ارکستر سمفونیک صدا و سیما بود.

## زندگی‌نامه
امیرفرشید رحیمیان در ۲۷ آذر ۱۳۳۸ در تهران زاده شد. او در سال ۱۳۴۹ و از کلاس پنجم ابتدایی به هنرستان عالی موسیقی با مدیریت علی رهبری راه یافت. وی از همان زمان به ساز ترومپت بسیار علاقه داشت. این علاقه موجب شد تا در سال ۱۳۵۰ تنها یک سال پس از آغاز فراگیری این ساز، به اجرای کنسرت در تالار هنرستان عالی موسیقی بپردازد. او همچنین در سال ۱۳۵۱ به عضویت در ارکستر سمفونیک هنرستان عالی موسیقی به رهبری علی رهبری درآمد.
امیرفرشید رحیمیان فعالیت‌های حرفه‌ای خود را از سال ۱۳۵۳ همزمان با عضویت در ارکستر ژونس موزیکال ایران، به عنوان نوازندهٔ ساز ترومپت آغاز کرد. او در سال ۱۳۵۵ به منظور ادامهٔ تحصیل موسیقی به اتریش مهاجرت کرد و در کنسرواتوار وین به تحصیل مشغول شد. وی همزمان با تحصیل، در کلاس‌های موسیقی‌دان اتریشی توماس کریستین داوید حضور یافت و از آموزش‌های او در زمینهٔ آهنگسازی و رهبری ارکستر بهره برد. فرشید رحیمیان پس از پایان تحصیلات عالی موسیقی، در اواخر سال ۱۳۶۰ به ایران بازگشت. او در همین زمان با کتایون ریاحی، وقتی که هنوز بازیگر تئاتر و سینما نشده بود ازدواج کرد. حاصل این ازدواج که پس از چندسال به جدایی انجامید، فرزند او پوریا رحیمیان، زاده ۱۳۶۲ نوازنده و آهنگساز است.
امیرفرشید رحیمیان مدتی پس از بازگشت به ایران، به عنوان نوازنده ترومپت، همکاری خود را با ارکستر سمفونیک تهران آغاز کرد. او همچنین از سال ۱۳۶۲ به عضویت ارکستر سمفونیک صدا و سیما درآمد و به عنوان آهنگساز نیز، همکاری خود را با گروه کودک و نوجوان صدا و سیما آغاز کرد. فرشید رحیمیان کار ساخت موسیقی فیلم را نیز در دههٔ ۱۳۶۰ آغاز کرد و در سال ۱۳۶۴ برای آهنگسازی فیلم از خرمشهر تا ابدیت، موفق به کسب جایزه موسیقی متن از جشنوارهٔ جوان شد.
او در سال ۱۳۶۹ ارکستر فرهنگسرای بهمن در تهران را پایه‌گذاری کرد و رهبری آن را بر عهده گرفت. وی پس از مدتی نخستین ارکستر موسیقی پاپ پس از انقلاب ۱۳۵۷ را با ۱۲ نوازنده تأسیس کرد. خوانندگی این ارکستر بر عهدهٔ مهرداد کاظمی و رهبری آن بر عهدهٔ امیرفرشید رحیمیان بود. همایون رحیمیان نوازندهٔ ویلن و رهبر ارکستر، برادر بزرگتر او است.

## درگذشت
امیرفرشید رحیمیان، ۲۴ دی ۱۴۰۲ در سن ۶۴ سالگی درگذشت.

## فعالیت‌های هنری
از جمله فعالیت‌های هنری امیرفرشید رحیمیان، به موارد زیر می‌توان اشاره کرد:
- انجمن ژونس موزیکال ایران
- عضویت در ارکستر سمفونیک تهران
- عضویت در ارکستر ملی ایران
- عضویت در ارکستر سمفونیک صدا و سیما
- رهبری ارکستر فرهنگسرای بهمن
- رهبری ارکستر پاپ
- رهبری ارکستر ملی نغمه باران
- نوازندگی در آثار آهنگسازان ایرانی
- آهنگسازی برای فیلم‌ها و سریال‌های تلویزیونی
- آموزش موسیقی

## آثار هنری
از جمله آثار هنری امیرفرشید رحیمیان، به موارد زیر می‌توان اشاره کرد:
- ترجمه کتاب دو جلدی اطلس موسیقی[۸]
- موسیقی فیلم آشیانه به کارگردانی اسماعیل براری[۹]
- موسیقی فیلم بادکنک سفید به کارگردانی جعفر پناهی[۱۰]
- موسیقی فیلم زیر درختان زیتون به کارگردانی عباس کیارستمی[۱۱]
- موسیقی فیلم دایان باخ به کارگردانی فرهاد پوراعظم
- موسیقی فیلم هبوط به کارگردانی احمدرضا معتمدی
- موسیقی فیلم سفر بخیر به کارگردانی داریوش مؤدبیان
- موسیقی فیلم رؤیای نیمه‌شب تابستان به کارگردانی داریوش مؤدبیان
- موسیقی فیلم شیخ مفید به کارگردانی فریبرز صالح و سیروس مقدم
- موسیقی مجموعهٔ تلویزیونی به‌سوی افتخار به کارگردانی سیروس مقدم
- موسیقی فیلم مرد نامرئی به کارگردانی فریال بهزاد[۱۲]
- موسیقی کتاب صوتی بازی‌های کودکان، نوشتهٔ منیرو روانی‌پور[۱۳]
- آهنگسازی و تنظیم تصنیف شیرین‌حدیث با صدای جهانگیر زمانی بر روی شعری از مهدی الهی قمشه‌ای در بیات اصفهان